# Moravané

Le parti Moravané (c'est-à-dire « les Moraves », nom  complet Moravané, politická strana) est un parti politique tchèque qui représente les intérêts des Moraves et l'idée d'une autonomie de la Moravie. Il est issu en 2005 de la fusion de deux autres partis régionaux, le Hnutí samosprávné Moravy a Slezska - Moravské národní sjednocení (Mouvement pour l'autonomie de la Moravie-Silésie - Union nationale morave) et le Moravská demokratická strana (Parti démocratique morave).
Son président est Milan Trnka (cs) puis Ondřej Hýsek (cs).
Le parti est membre de l'Alliance libre européenne.
Aux élections législatives de juin 2006, le parti a obtenu 0,23 % des voix dans l'ensemble de la République tchèque.
Aux élections régionales de 2012, il a obtenu 14 772 voix, soit 0,56 % des suffrages.
Pour les élections sénatoriales de 2016, il a fait liste commune avec le Parti démocratique civique.

## Liens
- (cs) Site officiel
- (en) Should Moravians be treated as an ethnic minority ? Les Moraves doivent-ils être considérés comme une minorité ethnique ? (article avec des photos et les opinions du parti Moravané)